# Daniel Jonathan Popper
Daniel Jonathan Popper (nascido em 22 de dezembro de 1983) é um artista sul-africano conhecido por criar esculturas gigantescas e instalações espetaculares de arte pública. O primeiro trabalho comissionado notável de Popper foi na Copa do Mundo FIFA 2010 na África do Sul, onde ele estreou e se apresentou com seus fantoches em uma variedade de fan parks patrocinados por todo o país.
Em 2014, Popper foi contratado pelo conglomerado internacional de ciência e automação Siemens para projetar e construir uma estátua
memorial para Nelson Mandela na Escola de Ciência e Tecnologia de Nelson Mandela.  Popper criou uma estátua chamada Árvore da Sabedoria, uma estrutura de aço galvanizado e granito de 11 metros que foi exibida ao público pelo presidente da África do Sul, Jacob Zuma, na cerimónia de abertura da escola. A estrutura ainda hoje é uma homenagem ao legado global de Mandela. 

## Vida e carreira
Nascido em Joanesburgo, África do Sul, Popper mudou-se para a Cidade do Cabo com a família aos 19 anos e frequentou a Universidade da Cidade do Cabo. Ele também frequentou a Escola de Belas Artes de Michaelis e recebeu uma Licenciatura em Belas Artes com honras em 2006.
Durante os seus anos de formação, Popper estudou meios mais tradicionais, como pintura a óleo e desenho de figuras. Depois de participar na edição de 2007 do Afrikaburn, um evento regional afiliado ao Burning Man, começou a fazer experiências com instalações e artes performativas.
Em 2012, Popper fez a transição para o design de palco e produção, quando foi contratado pelo Boom Festival, um encontro global de Psytrance realizado em Portugal. O seu primeiro desenho de palco principal consistia em duas serpentes, feitas de madeira, suspensas acima da multidão.
O design de palco do Boom Festival de 2012 de Popper trouxe-lhe cobertura dos meios de comunicação internacionais, resultando em vários
retornos ao evento, na qual está incluida a sua peça Shaman 2016, uma estrutura de arte de 13 metros de altura criada através da combinação de madeira, aço e corda.
Os anos seguintes trouxeram mais atenção internacional para Popper, à medida que ele continuou a procurar novas técnicas criativas em design de palco, e em produção de instalações em grande escala em festivais ao redor do mundo. Um dos seus projetos de carreira emergentes mais notáveis ocorreu no seu país de origem, no evento oficial do Burning Man na África do Sul, Afrikaburn. Seis anos depois de participar do festival, Popper voltou para estrear Reflections, uma instalação de 3 níveis e 10 metros de altura criada a partir de uma variedade de madeira e aço.
O próximo destaque da carreira de Popper ocorreu na edição de 2018 da Artwithme * GNP em Tulum, México, onde criou Ven a La Luz ou, em inglês, Come into the Light, uma peça de 10 metros de altura composta por uma variedade de madeira, fio e folhagem verde densa.  Popper tem uma linha de projetos programada para estrear em 2020, mais notavelmente um conjunto de cinco estruturas permanentes especialmente projetadas para o Chicago Morton Arboretum, programado para ser lançado em abril de 2021.